# 共公 (秦)
共公（きょうこう）は、秦の第11代公。康公の子。

## 生涯
康公12年（前609年）春、康公が薨去したため、子の稲（とう）が立って秦君（以降は共公と表記）となった。
共公元年（前608年）冬、晋が秦の同盟国である崇に侵攻した。
共公2年（前607年）春、秦軍は前年の報復として晋を攻撃し、焦（晋の邑）を包囲した。9月、晋の趙穿が主君の霊公を殺した。
共公3年（前606年）、楚の荘王が強盛となり、北上して周都の雒（洛邑）へ進軍し、周の鼎（かなえ）の軽重を問うて天下を乗っ取ろうとはかった。
共公5年（前604年）春、薨去し、子の桓公が立って秦公となった。

## 参考資料
- 『春秋左氏伝』（文公十八年、宣公元年、二年、四年）
- 『史記』（秦本紀第五）